# Momo (mitología)

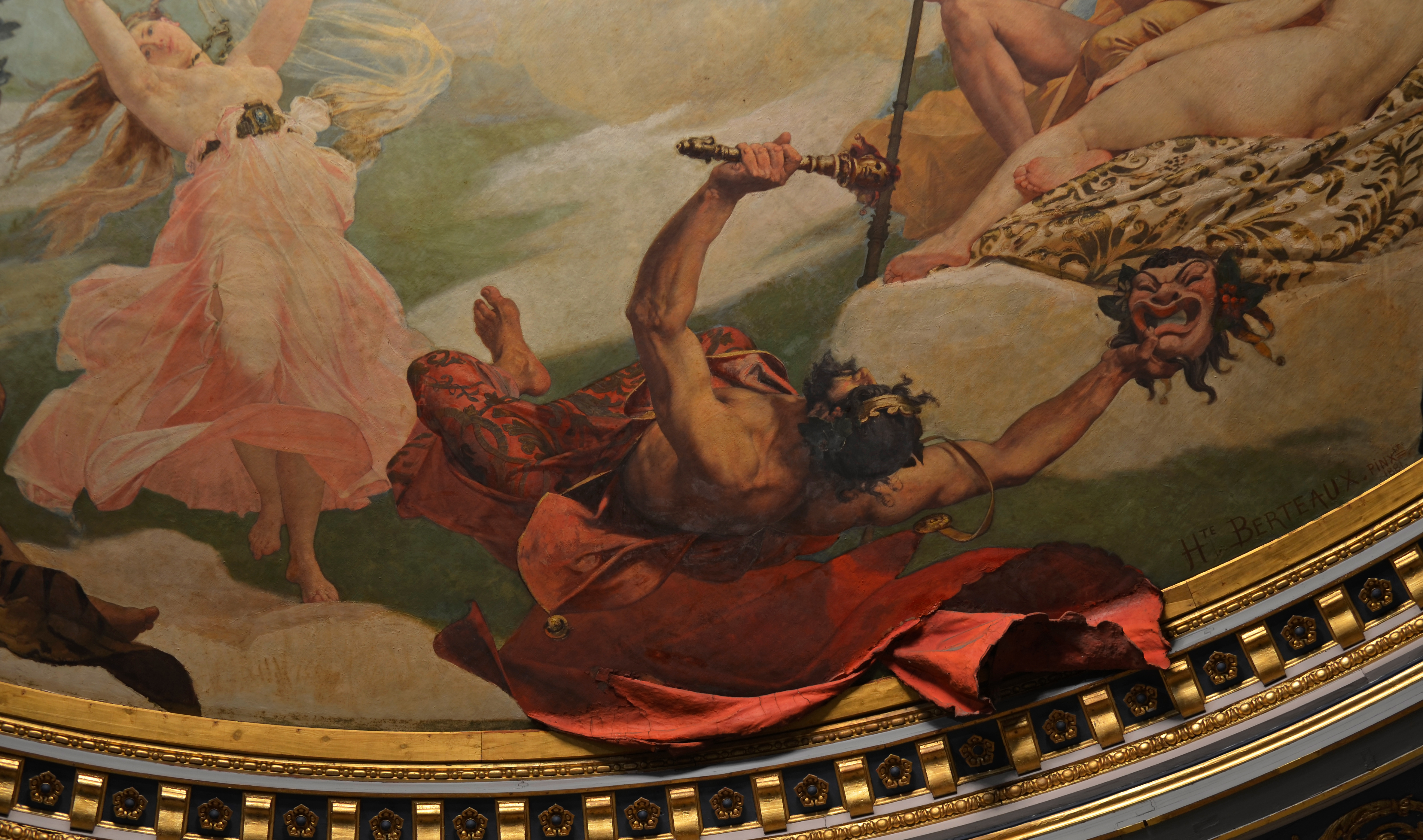
Detalle de la pintura de Hippolyte Berteaux en el techo del Teatro Graslin, sala de ópera de Nantes: el dios Momo.

En la mitología griega Momo (en griego Μῶμος, Mómos) era la personificación del «sarcasmo, reproche, crítica y la censura». Hesíodo contaba que Momo era un hijo de Nix, la noche, en tanto que Cicerón dice que Querella («queja»), si es que es su versión latina, es hijo de la Noche y el Erebo. Luciano de Samosata recordaba (en el diálogo ampliado Hermotimus, 20) que se burló de Hefesto por haber fabricado a los hombres sin puertas en sus pechos a través de las cuales se pudiera conocer si sus pensamientos y sentimientos eran verdaderos. Incluso se burló de Afrodita, aunque todo lo que pudo hallar fue que era parlanchina y llevaba sandalias chirriantes (Filostrato, Epístolas). 
Se lo representaba con una máscara que levantaba para que se le viera la cara, y con un muñeco o un cetro acabado en una cabeza grotesca en la mano, símbolo de la locura.
Esopo incluye a Momo en una de sus Fábulas. Se dice que Zeus, Prometeo y Atenea, que habían modelado, el primero un toro, Prometeo un hombre y la diosa una casa, eligieron a Momo como árbitro. Éste, envidioso de sus creaciones, empezó a decir que Zeus había cometido un fallo al no poner los ojos del toro en los cuernos para que pudiera ver dónde atacaba; a Prometeo le criticó porque no había colgado fuera las mientes del hombre, para que así no pasaran inadvertidos los malos y fuera bien visible lo que cada uno tenía en su cabeza. En tercer lugar, dijo que Atenea debería haber puesto la casa sobre ruedas para que si uno iba a vivir con un malvado por vecinal, pudiera desplazarse fácilmente. Entonces, Zeus, indignado con él por su envidia, le echó del Olimpo.
Aparece ocasionalmente como personaje en la obra de Luciano de Samosata, y en el siglo XV en el Momus sive de principe (1450), una sátira picaresca y política del humanista León Battista Alberti muy leída e influyente, en algunas ocasiones atribuida a Luciano; la traducción castellana de esta sátira la publicó en 1553 Agustín de Almazán en Alcalá de Henares con el título de La moral y muy graciosa historia del Momo, de la cual se hizo una refundición moralizante en 1666 con el título de la Historia moral del dios Momo: enseñanza de príncipes y súbditos y libros de caballerías, publicada en Madrid por el padre Benito Remigio Noydens (1630-1685). En el Viage de Sannio (1585) del poeta Juan de la Cueva aparece como interlocutor de Júpiter. El matemático y mitógrafo Juan Pérez de Moya dice de él en su Philosophia secreta:
El Momo fingieron los poetas ser un dios muy holgazán, que no acostumbraba entender en otra cosa sino en reprehender las obras y trabajos ajenos, así de los hombres como de los dioses.
Baltasar Gracián lo presenta en la segunda parte de su El Criticón en su capítulo "El texado de vidrio y Momo tirando piedras". La índole del personaje lo hizo ser frecuente motivo artístico y alegórico de la literatura emblemática. Cuando Sir Francis Bacon escribió un ensayo titulado Of Building (XLV), afirmó en él que «Aquél que construye una buena casa sobre un mal asiento, se condena a prisión a sí mismo... No es solo el mal aire lo que hace malo el asiento, sino los malos caminos, los malos mercados y, si se consulta con Momo, los malos vecinos.» Laurence Sterne rumió sobre las posibilidades de la ventana de Momo al alma en un típico excurso incoherente en Tristram Shandy. 
En las fiestas de Carnaval de varias ciudades hispanohablantes se rinde homenaje al dios Momo con diversos actos.
Específicamente, en las ciudades de  Barranquilla (Colombia), Buenos Aires (Argentina) y Montevideo (Uruguay), durante el Carnaval se hace alusión al dios Momo. También aparece la figura del dios Momo en el Carnaval de Málaga y en el Carnaval de Cádiz (España) donde adquiere un gran protagonismo los días de Carnaval y hasta su quema durante esta fiesta.